# 巴斯特設鎮區
巴斯特設鎮區（英語：Bath Charter Township）是位於美國密西根州克林頓縣的一個特設鎮區。

## 地方資料
巴斯特設鎮區的面積為90.73平方千米，當中陸地面積為82.44平方千米，而水域面積為8.29平方千米。根據2020年美國人口普查的數據，當地共有人口13292人，而人口密度為每平方千米146.5人。